# Skalní kaple Gschlößtal
Skalní kaple je kaple v rakouském Matrei in Osttirol a je jedním z chráněných objektů obce.
Nachází se v Gschlößtalu na severu obce Matrei in Osttirol v nadmořské výšce přibližně 1690 metrů. Stojí na levém břehu řeky Gschlößbach na silnici mezi alpskými osadami Innergschlöß a Außergschlöß, které jsou vzdáleny jen asi půl kilometru.
Původní kaple byla postavena v roce 1688 pastýři z údolí. Vzhledem k tomu, arcidiecéze Salzburg měla pochybnosti o smyslu kaple v této oblasti, arcikněz Gmündu a Korutan musel podat své vyjádření. Arcikněz, který byl zodpovědný za dohled nad farností, byl skeptický a odsoudil „zhýralý“ život místních. Zvláště kritizoval nelegitimní těhotenství. Salcburské církevní úřady stavbu zakázaly. Obyvatelé ji však již téměř dokončili z vlastních zdrojů. Toto a vysoká popularita kaple nakonec vedly autority ke schválení.
Původní kaple se nacházela v lavinovém poli a byla dvakrát zničena. V důsledku toho byla kaple v roce 1870 přemístěna do skály, jejíž přírodní jeskyně byla rozšířena klenbou z kamene. Licence ke mším byla udělena v roce 1880. Od roku 1969 do roku 1970 byla kaple renovována a znovu vysvěcena 6. září 1970.
V interiéru kaple je klenutý strop. Vnitřní stěny jsou omítnuty, podlaha pokrytá deskami z přírodního kamene. V jednoúrovňové apsidě je dřevěný oltář s tmavým mramorováním a zlacením. Je zde vyobrazení Nejsvětější Trojice, obraz archanděla Michaela z 18. století a alabastrová postava Marie pod křížem, který byl již v původní kapli.